# Опочинський повіт
Опочинський повіт (пол. powiat opoczyński) — один з 21 земських повітів Лодзького воєводства Польщі.
Утворений 1 січня 1999 року в результаті адміністративної реформи.

## Загальні дані
Повіт знаходиться у південно-східній частині воєводства.
Адміністративний центр — місто Опочно.
Станом на 1.01.2008 населення становить 78 473 осіб, площа 1040,19 км².

## Демографія
Демографічні дані повіту станом на 31 grudnia.2007:
|       | Всього | Всього | Жінки | Жінки | Чоловіки | Чоловіки |
| ----- | ------ | ------ | ----- | ----- | -------- | -------- |
|       | осіб   | %      | осіб  | %     | осіб     | %        |
| Повіт | 78473  | 100    | 39511 | 50,3  | 38962    | 49,7     |
| Міста | 26729  | 100    | 13697 | 51,2  | 13032    | 48,8     |
| Села  | 51744  | 100    | 25814 | 49,9  | 25930    | 50,1     |